# ترور احمد کسروی

امروز شماها در پیشگاه خدای عالم چه عذری دارید؟ همه دیدید کتاب‌های یک نفر تبریزی بی‌سر و پا را، که تمام آیین شماها را دستخوش ناسزا کرد و در مرکز تشیع به امام صادق و امام غایب روحی له الفدا، آن همه جسارت‌ها کرد و هیچ کلمه از شماها صادر نشد...

روح‌الله موسوی الخمینی
نقل شده از بخوانید و به کار بندید

ما یک حکومت به آخوندها بدهکاریم. یعنی باید قدرت سیاسی به دست روحانیون بیفتند تا بعد ملت ایران دیگر دل از شعائر خرافه آمیز در قالب تشیع صفوی برکند.

احمد کسروی

اجساد سلاخی شده احمد کسروی و منشی‌اش حدادپور که به‌وسیلهٔ گروه فدائیان اسلام در داخل کاخ دادگستری به قتل رسیدند.

مراسم خاکسپاری احمد کسروی و حدادپور

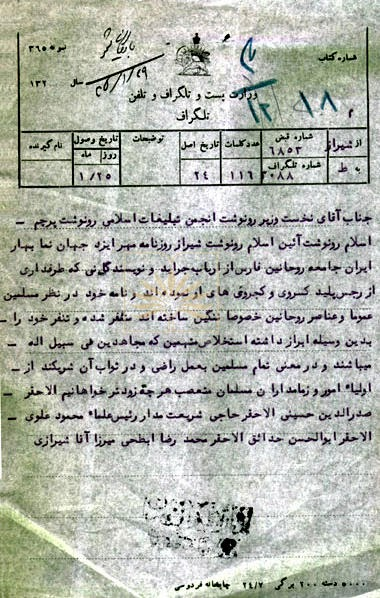
تلگراف جامعه روحانیان فارس و درخواست آزادی متهمان قتل کسروی

ترور احمد کسروی در تاریخ ۲۰ اسفند ۱۳۲۴ در اتاق بازپرسی ساختمان کاخ دادگستری تهران به ضرب «گلوله و ۲۷ ضربه چاقو» توسط گروه اسلامگرای «فدائیان اسلام» انجام شد. حمایت مراجع بزرگ شیعه از قاتلان و کُنش دولت، سکوت جامعه روشن‌فکری ایران و در پی آن آزاد شدن قاتلان احمد کسروی و منشی‌اش حدادپور، در پی حکم یک دادگاه نمایشی، یکی از مهم‌ترین رویدادهای تاریخ معاصر ایران است.

## پیش‌زمینه
اشغال ایران توسط متفقین (سپتامبر ۱۹۴۱) و تبعید اجباری رضاشاه پهلوی (حک. ۱۹۴۱–۱۹۲۵) ناخواسته سبب یک سری آزادی‌های سیاسی و اجتماعی محدود گردید، که سبب آزادی انتشار کتاب‌های و نشریات و تشکیل فعالیت‌های سازمان‌یافتهٔ سیاسی، مذهبی و اجتماعی‌ای گردید که پیش از آن ممنوع بود. این موضوع سبب افزایش چشمگیر فعالیت نشریات اسلام‌گرا در سرتاسر ایران گردید. موج فعالیت‌های اسلام‌گرایان و افزایش خطابه‌های ملایان در مسجدها با توسعهٔ نقدهای تند و تیز کسروی بر ارزش‌ها و مبانی شیعی‌گری همزمان گردید.
از اواخر ۱۹۴۱ تا میانهٔ سال ۱۹۴۵ میلادی کسروی برخی از تندترین آثارش را در زمینهٔ نکوهش روحانیت و مبانی شیعی‌گری، صوفی‌گری و بهایی‌گری به رشتهٔ تحریر درآورد. او تجسم بازنگری در مذهب رسمی و فرهنگ و هماورد موج جنبش اسلامی گردید. افکار کسروی را از میان هفده کتاب و رساله و همچنین مقاله‌های متعددش در روزنامهٔ پرچم می‌توان شناخت، او بر این باور بود که رنسانس اسلام سیاسی و کوشش برای برقراری قوانین شریعت در ضدیت با ارزش‌های مدرن و نهادهای برآمده بر انقلاب مشروطه (که خود کسروی در جوانی همراه آن بود) می‌باشد.
نمونه‌های زیادی از درگیری بین توده‌های مسلمانان متعصب و طرفداران کسروی در تبریز و رشت و دیگر شهرها توسط پرچم گزارش و ثبت شد. تا بهار ۱۹۴۵ هیچ اتفاقی نسبت به جان کسروی نیفتاد. سوء قصد به کسروی را خطیب و طلبه‌ای ناشناخته به نام نواب صفوی برعهده گرفت. نواب صفوی پیش از اقدام به سوءقصد نافرجام به کسروی یک بار حین جلسات مباحثه‌اش با او روبرو شده بود.
به گفته داوود امینی کسروی در آخرین دیدار خود با نواب صفوی آشکارا نواب صفوی را تهدید کرد که «به یاری گروه رزمنده‌مان به شما صدمه می‌زنیم!» گروه رزمنده کسروی شامل بیش از ده نفر می‌شد که همیشه به‌طور مسلح حفاظت از جان وی را بر عهده داشتند و در عملیاتهایی نیز به نفع کسروی شرکت کردند؛ چنان‌که مدیر روزنامه آفتاب را به دنبال درج انتقادی از کسروی، در محل انتشار روزنامه‌اش مورد ضرب و جرح قرار دادند.

## آمران و ضاربان
سید مجتبی میرلوحی در خانی آباد تهران (در سال ۱۹۲۴) به دنیا آمد و بعد از گرفتن دیپلم از مدرسه صنعتی آلمان در تهران، ۶ الی ۹ ماه در نجف در حوزه علمیه حضور یافت. نواب شیعه گری کسروی را شنیده یا دیده بود و حقارت روحانیون را در این مورد یا آثار دیگر کسروی شاهد بود.
به محض اینکه نواب در بهار ۱۹۴۵ از نجف آمد، نواب صفوی قبل از اقدام به سوءقصد نافرجام به کسروی یک بار حین جلسات مباحثه اش با او روبرو شده بود. در ۱۸ آوریل ۱۹۴۵ (۲۹ فروردین ۱۳۲۴) او و دستیارش خورشیدی به کسروی در میدان حشمت الدولهٔ تهران حمله کردند. ضاربان از چاقو و اسلحه‌ای استفاده کرده بودند که با اعانه آیت‌الله حاج شیخ محمد حسن طالقانی، امام مسجد سیف الدولهٔ تهران خریداری شده بود. کسروی به شدت زخمی شد و به بیمارستان منتقل شد. ضاربان او برای مدت کوتاهی بازداشت شدند و با وثیقه‌ای که تاجران ثروتمند بازار تأمین کرده بودند، آزاد شدند.
گزارش بدون نتیجه و غیر حقیقی پلیس در ۲۲ آوریل ادعای نواب صفوی مبنی بر اینکه نواب با چاقو از خودش دفاع کرده و اسلحه از دست کسروی درآورده‌است، را پذیرفته بود. گزارش پزشکی توسط گزارش پلیس نقل شده بود و گزارش داد که «پشت کسروی توسط شلیک گلوله مجروح شده‌است». کسروی نتایج تحقیقات پلیس را انکار و مسخره کرد و روایت خودش از حادثه را به رسانه‌ها گفت.
گزارش پلیس و متعاقباً آزادی نواب صفوی طرفداران کسروی را خشمگین و علما و مبارزان شیعی - که با جدیت از کسروی به دولت ایراد می‌گرفتند و خواستار توقف و پایان یافتن آثار منتشر شده کسروی بودند - را دلگرم کرده بود. کسروی بعضی گله‌ها را خطاب به نخست‌وزیر سهام الدین بیات به صورت نامهٔ سرگشاده با عنوان «دولت به ما پاسخ بدهد» منتشر کرد. بعضی از علمای تبریزی فراتر رفته، خواستار محاکمه و اعدام کسروی به اتهام سوزانیدن قرآن مقدس و کفر گویی شدند.
چند هفته بعد از اقدام نافرجام ترور کسروی، سید روح‌الله خمینی از مسلمانان جوان خواست نسبت به «این بی سواد تبریزی» -اشاره به زادگاه کسروی - واکنش نشان دهند. در این نامه سید روح‌الله خمینی، سید احمد کسروی را «یک نفر تبریزی بی‌سروپا» خطاب کرد و از روحانیونی بود که «مسلمانان با غیرت» را به کشتن «این مرتد جاهل مفسدالارض» فراخواند.
سید محمدصادق روحانی، از مراجع تقلید، می‌گوید وی فتوای قتل کسروی را به درخواست نواب صفوی از سید ابوالقاسم خوئی گرفته و خویی نیز همین فتوا را از سید حسین طباطبایی قمی گرفته‌است. به گمان وی، خوئی بخشی از پول سفر نواب و تهیهٔ اسلحه برای او را نیز پرداخته‌است.
نواب صفوی به محض آزاد شدن از زندان، اعلامیه‌ای با عنوان «خون و انتقام» توزیع کرد و تشکیل گروه فدائیان اسلام را اعلام کرد. گروه بنیادگرایانه شیعی که از ابتدا با طلبه‌های جوان و مسلمانان متعصب شکل گرفت. خیلی زود، با تشویق نخست‌وزیر محسن صدر (صدر الاشرف) - که مجتهدی در لباس مردم عادی بود - وزیر آموزش شکایت جدیدی علیه کسروی درخواست کرد، با این ادعا که کتابش علیه شریعت بوده و ندرتاً از فرمان ۱۹۲۲ استفاده کرده‌است. هم‌زمان با پیگیری‌های قضایی علیه کسروی، حملات لفظی روحانیون و طرفدارانشان به، به گفتهٔ آنان، کفرگویی‌های کسروی شدت گرفت. در یک واقعه، چهارصد روحانی و طلبه در مسجدی در اطراف خانی آباد در ۲۲ دسامبر ۱۹۴۵ جمع شدند و خواستار قتل کسروی و غارت خانه‌اش شدند که فقط توسط آیت‌الله محمد بهبهانی - مجتهد برجسته در تهران - منصرف شدند.

## ترور
در خرداد ۱۳۲۴، وزارت فرهنگ (به وزارت غلامحسین رهنما در کابینه محسن صدر) به اتهام پخش کتب ضاله و خلاف شرع علیه کسروی اعلام جرم کرد. برای رسیدگی به این پرونده، جلسه‌ای در ساعت‌های اولیه روز ۱۱ مارس ۱۹۴۶ (۲۰ اسفند ۱۳۲۴) در شعبه ۷ بازپرسی دادسرای تهران به تصدی [آقای] بلیغ تشکیل شد. گفته شده که روز، زمان و مکان جلسه دادگاه که علنی نبود، توسط پدر بازپرس بلیغ به فدائیان درز کرده بود. گروه فدائیان اسلام به رهبری برادران امامی به جلسه دادگاه وارد شدند و کسروی و منشی‌اش، سید محمدتقی حدادپور را با استفاده از چاقو و اسلحه به قتل رساندند.
به گفته احمد شهاب از اعضای فدائیان اسلام ابتدا جواد مظفری وارد دادگاه شده و با هفت گلوله به سمت کسروی و حدادپور شلیک می‌کند. پس این مهدی شریعتمداری از اعضای جمعیت مبارزه با بی‌دینی نواب و مظفری را در بیرون کاخ دادگستری سوار ماشین کرده و به لاهیجان و سپس به مشهد می‌رساند. پس از خروج مظفری برادران امامی وارد شده و با چاقو به کسروی و منشی او حمله و او را به قتل می‌رسانند.
بعضی از ضاربان هرگز متهم نشدند، آن‌هایی که دستگیر شدند - از جمله برادران امامی - ادعا نمودند که عمل دفاع از خود را انجام داده‌اند و کسروی را متهم کردند که اول دست به اسلحه شده و درگیری را شروع نمود. سید حسین طباطبایی قمی - دومین مرجع عالی‌رتبه - از نجف به نخست‌وزیر احمد قوام تلگرافی زد و خواستار آزادی سریع ضاربان شد و نگرانی خودش را از عدم تقدیر دولت از شجاعت ضاربان کسروی بیان کرد. ضاربان تحت فشار علما و رهبران مذهبی و بازاریان با نفوذ، بعد از محاکمه کوتاهی، آزاد شدند.
به جز اندک مقاله‌هایی در روزنامه‌های چپ‌گرا، قتل کسروی با سکوت رسانه‌ها و روشنفکرهای سکولار مواجه شد؛ ولی گروه‌های مذهبی و علما در واکنش به این حرکت به وجد آمده بودند؛ نواب صفوی و گروه فدائیان اسلامش را به عنوان قهرمان اسلام و شریعت معرفی کردند.

## حمایت مراجع شیعه از ضاربان
سید روح‌الله خمینی در نامه‌ای سرگشاده به تاریخ اردیبهشت ۱۳۲۳ خورشیدی، در پاسخ به کتاب جنجالی «شیعیگری؛ بخوانند و داوری کنند» از احمد کسروی، وی را با کنایه به محل تولدش، «یک نفر تبریزی بی‌سروپا» خطاب کرد و مسلمانان را به کشتن وی فراخواند.
علی رهنما آورده‌است که آیت‌الله عبدالحسین امینی و آیت‌الله سید حسین طباطبایی قمی، کسروی را مرتد اعلام کردند و او را مهدورالدم خوانده بود. از نگاه محمد امینی، اگرچه بعضی از تاریخ‌پژوهان معتقدند که فدائیان اسلام با فتوای آیت‌الله عبدالحسین امینی عمل کردند، ولی هیچ فتوا یا ادعای مربوط به آن ظاهر نگشت. آیت‌الله قمی گفت که هیچ فتوایی لازم نیست و کار فدائیان اسلام برابر با اعمال ضروری دین همچون نماز و روزه‌ است.

## بیانیه سیاسی
یک روز پس از قتل کسروی، بیانیه ای توسط قاتلین او در شهر پخش گردید که در قسمتی از آن آمده‌است:
روز بیستم اسفند ساعت ۱۱، کسروی بی‌وطن، کسروی وکیل مردود و قاضی جنایتکاری که پروندۀ جنایت آن در دادگستری موجود است و نویسندهٔ روزنامهٔ توقیف‌شدۀ پرچم و متخصص زبان‌تراشی و استاد ناسزاگویی و فحاشی و مؤلف کتاب‌های ننگین و گمراه‌کننده و دشنام‌دهندهٔ پیغمبر اسلام و پیشوایان دین و مردان علم و فرهنگ و سوزانندهٔ قرآن مجید و کتاب‌های مفاخر علم و ادب و مدعی پیغمبری و سازنده دین جدید و بالاخره دشمن ایران و ایرانیان، از طرف چهارصد میلیون مسلمانان روی زمین آشکارا کشته‌شد. آیا چنین روزی عید بزرگ نخواهد بود؟

## تحلیل یرواند آبراهامیان
آبراهامیان در این باره می‌گوید: «سازمان مسلح کوچکی موسوم به فدائیان اسلام ارتباط نزدیکی با کاشانی داشت. این سازمان در سال ۱۹۴۶ توسط طلبهٔ ۲۲ ساله‌ای در تهران، سید مجتبی میرلوحی که نام نواب صفوی را به یاد بنیادگذاران دولت شیعی در ایران بر خود گذاشته‌بود، ایجاد شد. فدائیان اسلام برای مبارزه با «هر نوع لامذهبی»، در نخستین اقدام خود، کسروی نویسندهٔ نامدار غیرمذهبی و مؤرخ پاک‌دینی را ترور کرد. قاتلان در دادگاه نظامی تبرئه شدند، زیرا از سویی رهبران دینی به نفع آنان پادرمیانی کردند و از طرفی مقامات حکومتی امیدوار بودند که از آنان ضد حزب توده استفاده کنند. اما فدائیان اسلام به جای همکاری با مقامات با کاشانی همکاری کردند و در راه انداختن اعتصاب در بازار ضد قوام، میتینگ‌های عمومی در طرفداری از اعراب فلسطین، و تظاهرات خشونت‌آمیز در ۱۹۴۸ ضد هژیر نخست‌وزیر، یاریش رساندند. در سال ۱۹۴۹ اغلب به اشتباه کاشانی را رهبر فدائیان اسلام می‌دانستند.»

## دفن جسد
جسد قربانیان، که پوشیده از زخم‌های عمیقی بوده‌است، بدون کالبدشکافی در غروب همان روز ترور، توسط بستگان کسروی به گورستان ظهیرالدوله در شمیران - نزدیک تهران - منتقل شد. سرپرست صوفی قبرستان از دادن اجازه برای دفن آن‌ها به خاطر افکار و اعمال ضد صوفیانه کسروی خودداری کرد. سپس جنازه‌ها برای دفن به محوطه تپهٔ پایکوه امامزاده قاسم - که آبک نامیده شده - برده شد. اما سید حسن امین نوشته است که برخی طرفداران کسروی می‌خواستند بنابر وصیت او، جنازه‌ش را بسوزانند که دولت مانع این کار شد. سپس خواستند که جنازه‌ش را در قبرستان ظهیرالدوله دفن کنند که دشمنانش اعلام کردند اگر چنین کاری بکنین، نبش قبر خواهیم کرد. در نهایت دولت جنازه کسروی را تحویل گرفت و در گودالی ناشناخته جسد را دفن کرد.